# Party monster cabo
Party Monsters Cabo es un reality show transmitido por E! Entertainment Televisión! que trata de un grupo de organizadores de eventos que compiten en la LG Villa en Cabo. En cada episodio se pondrán a prueba a los participantes y se les asignará la tarea de crear fiestas para los más grandes de Hollywood. El programa es coducido por Brian Worley y Michele Merkin.

## Episodios

### Episodio 1: Lil' Jon
En el primer episodio de este programa los participantes tuvieron que planificar una fiesta para Lil' Jon
El organizador del evento fue Brian, sin embargo la fiesta fue un fracaso. Brian al parecer se olvidó de su papel de organizador y se dedicó a beber. Lil' Jon quedó muy molesto con su comportamiento y lo enfrentó: la fiesta, por supuesto, resultó ser un fracaso.
Organizador/a: Brian
Fue un éxito: No
En peligro de eliminación: Brian, Jilina y Ebony
Eliminado/a: Brian

### Episodio 2: Diddy
En este episodio los participantes organizaron una fiesta para Diddy.
Este evento fue planeado por Brett y Kinsey, y la fiesta fue un éxito. Brett y Kinsey tuvieron que nominar a 3 participantes que no hayan hecho su trabajo correctamente, y eligieron a Ebony, Jilina y Tania.
Organizador/a: Kinsey y Brett
Fue un éxito: Si
En peligro de eliminación: Ebony, Jilina y Tania
Eliminado/a: Ebony

### Episodio 3: Brody Jenner & Frankie Delgado
En este episodio los participantes planean una fiesta para el mejor amigo de Brody Jenner, Frankie Delgado, el objetivo era lograr que Frankie se olvidara de su separación. Las organizadoras fueron Adrial, Cori y Tania. La fiesta fue un fracaso, y ni Frankie ni Brody se divirtieron en ella.
Organizador/a: Adrial, Cori y Tania
Fue un éxito: No
En peligro de eliminación: Adrial, Cori y Tania
Eliminado/a: Adrial

### Episodio 4: Khloe & Kourtney Kardashian
Khloe y Kourtney Kardashian quieren hacer una fiesta para dos amigas que nunca han visitado México. Ellas querían una fiesta tradicional mexicana, con toda la comida, música y bebidas tradicionales del país. Las organizadoras fueron Jilina y Kinsey. Durante la fiesta Tania se dedicó a entregar flores para que las muchachas se la pongan en el pelo, y los jueces se quejaron ya que no la vieron en toda la fiesta. Las amigas de las Kardashian la pasaron muy bien en la fiesta, y estuvieron realmente satisfechas.
Organizador/a: Jilina y Kinsey
Fue un éxito: Si
En peligro de eliminación: Brett, Cori y Tania
Eliminado/a: Tania

### Episodio 5: Carmen Electra
Carmen Electra quiere hacerle una fiesta a su novio, Rob Patterson. Ella quería una fiesta infantil pero madura y sexy a la vez. Carmen eligió a Cori como planificadora. La parte principal de la fiesta era que Carmen quería salir de un pastel enorme y sorprender a su novio. Sin embargo, la torta que encontró Cori no era la clase de torta que Carmen esperaba y decidió no salir de ella, en cambio buscaron a una muchacha de la fiesta y le pidieron que se pusiera una pieza sexy y que saliera de la torta. A pesar de que Carmen admitió que hubo momentos divertidos en la fiesta, dijo que fue un fracaso.
Organizador/a: Cori
Fue un éxito: No
En peligro de eliminación: Cori, Jilina y Tyler
Eliminado/a: Tyler

### Episodio 6: 50 Cent
50 Cent quiere celebrar el estreno de su película, su videojuego y su nuevo CD. Quería una fiesta que lo representara y que fuera sexy. Su asistente escogió a Kinsey y a Brett como organizadores. Jilina estaba a cargo de la parte más importante la sala en donde se iba a probar el videojuego de 50 Cent, sin embargo la decoración no resultó como se pedía. En la fiesta hubo un gran escenario donde luego 50 Cent hizo una gran presentación.
Organizador/a: Kinsey y Brett
Fue un éxito: Si
En peligro de eliminación: Cori y Jilina
Eliminado/a: Jilina

### Episodio 7: Missy Elliott
Missy Elliott quiere dar una fiesta para celebrar la victoria de Barack Obama. Ella eligió a Cori como la organizadora de la fiesta, y puso en sus manos muchas responsabilidades como organizar un escenario para la presentación de un grupo femenino, comprar unas camisas de Obama para sus perritos, y que hubiese mucha comida. Missy fue muy exigente a lo largo de la fiesta, y se notaba desde el comienzo su descontento con Cori, la comida resultó ser un desastre, nada parecido a lo que Missy buscaba tener en su fiesta. Bret tuvo que ser el bartender ya que no pudieron contratar a uno, y Kinsey estuvo de un lado al otro dependiendo de lo que se necesitara. Luego de la presentación del grupo femenino, Missy subió al escenario a dar unas palabras de agradecimiento a sus invitados y su micrófono se cortó varias veces hasta que Elliott no lo soportó más y se fue.
Organizador/a: Cori
Fue un éxito: No
En peligro de eliminación: Cori, Kinsey, Brett
Eliminado/a: Cori

### Episodio 8: Nick Cannon
En el episodio final Bret y Kinsey tienen que planear una fiesta para Nick Cannon. Nick quiere festejar el lanzamiento de su nueva compañía de entretenimiento llamada N'Credible Entertainment. A diferencia de los episodios anteriores, Bret y Kinsey tuvieron que realizar una fiesta cada uno, las cuales se llevaron a cabo al mismo tiempo. El lado de Kinsey era colorido, contaba con un puesto en el que le daban crema batida y cerezas en la boca a los invitados, un toro mecánico y un trampolín. Nick pasó mucho tiempo en el lado de Kinsey, y pareció disfrutarlo. El lado de Bret, en cambio, era más maduro, tuvo una presentación de unos bailarines de fuego, que al final encendieron una gran N en el suelo, sin embargo el humo incomodó a los invitados y Nick no estuvo muy contento con eso. Sin embargo, al final de la fiesta hubo una presentación de un nuevo grupo femenino llamado School Gyrls, que firmaron con la nueva compañía de Cannon, y como el escenario estaba en el lado de la fiesta de Brett, los invitados volvieron a integrarse a su lado. Luego de que las fiestas finalizaran, y debido a que era la final, se hizo una ceremonia de eliminación en el mismo lugar de la fiesta. Brett fue nombrado ganador de Party Monsters Cabo.
Ganador: Brett
Eliminado/a: Kinsey

## Participantes
| Participantes                                                        | Episodio 1 | Episodio 2 | Episodio 3 | Episodio 4 | Episodio 5 | Episodio 6 | Episodio 7 | Episodio 8 |
| Brett Rubin 26 DJ, Promotor, Planificador de Eventos y Anfitrión VIP | B          | B          | B          | B          | B          | B          | B          | B          |
| Kinsey Schofield 23 Publicista/Especialista en Marketing             | K          | K          | K          | K          | K          | K          | K          | K          |
| Cori Harris 21 Proveedora de comida para eventos                     | C          | C          | C          | C          | C          | C          | C          |            |
| Jilina Scott 26 Estilista                                            | J          | J          | J          | J          | J          | J          |            |            |
| Tyler Barnett 24 Codueño de P.R./Event Firm                          | T          | T          | T          | T          | T          |            |            |            |
| Tania Torres 23 Codueña de una compañía de Promoción y Eventos       | T          | T          | T          | T          |            |            |            |            |
| Adrial Hammonds 21 Planificador y Anfritión de Fiestas               | A          | A          | A          |            |            |            |            |            |
| Ebony Cole 25 Director de Marketing                                  | E          | E          |            |            |            |            |            |            |
| Brian Griffin 25 Promotor de Hollywood                               | B          |            |            |            |            |            |            |            |
| -------------------------------------------------------------------- | ---------- | ---------- | ---------- | ---------- | ---------- | ---------- | ---------- | ---------- |

     El participante fue eliminado.
     El participante fue eliminado y fue el organizador.
     El participante estuvo en peligro de ser eliminado.
     El participante fue el organizador de la fiesta.
     El participante fue el organizador y estuvo en peligro de ser eliminado.
     El participante ganó Party Monsters Cabo.
- Datos: Q7140927